# Squamomedina squamata
Squamomedina squamata là một loài ruồi trong họ Tachinidae.